# Gheorghe Untu
Gheorghe Untu (Borosenii Noi, 19 gennaio 1964) è un artista moldavo.

## Biografia
Gheorghe Untu studia presso il liceo d’arte Repin, nella capitale moldava. Nel 2000 si trasferisce in Italia e va a vivere a Bracciano.
Perfeziona la propria formazione artistica presso l'accademia di arte di Mosca. Le sue opere sono state oggetto di mostre in diversi paesi europei, tra cui Verona, Mosca, Pompei, Fiuggi, Praga e Rovigo.

## Tecnica pittorica
Untu impronta la propria attività pittorica nella realizzazione di icone. In tale ambito, predilige l'utilizzo di colori chiari abbandonando i canoni dell'iconografia bizantina. Dopo aver realizzato diverse opere iconografiche di arte sacra, presso diversi luoghi di culto moldavi e italiani, sposta la sua attività artistica all'arte profana, utilizzando colorazioni molto forti con la predominanza del rosso.